# Un ricordo d'infanzia di Leonardo da Vinci
Un ricordo d'infanzia di Leonardo da Vinci (Eine Kindheitserinnerung des Leonardo da Vinci) è un saggio del 1910 di Sigmund Freud.
La figura di Leonardo da Vinci era oggetto d'interesse per lo psicanalista che la sera del 17 ottobre 1909, appena tornato dall’America,  scrisse in una lettera all'amico e collega Carl Gustav Jung: «Da quando sono tornato ho avuto un’idea. Il mistero del carattere di Leonardo mi è divenuto improvvisamente trasparente.»
L'anno successivo uscì la prima edizione del saggio psico-biografico poi rivisto e corretto nelle edizioni del 1919 e nel 1923.

## Le peculiarità dell'inventore
Nel primo capitolo del saggio, Freud presenta quello che egli stesso definisce un genio e un eroe personale: Leonardo da Vinci, “uno dei più grandi uomini del Rinascimento italiano”.
Nella ricostruzione biografica fornita da Freud vengono messi in risalto alcuni aspetti specifici della vita di Leonardo, a cominciare dall'insoddisfazione provata dall'artista nei confronti del proprio operato, nonostante gli enormi contributi donati al sapere umano; lo ricorda Giorgio Vasari, che racconta come le sue ultime parole in punto di morte furono di rimprovero verso se stesso per aver offeso Dio e gli uomini non avendo fatto ciò che avrebbe dovuto nella propria arte. 

Tra gli 'stravaganti passatempi' di Leonardo, Freud rammenta la dissezione di cadaveri di cavalli e di uomini, la costruzione di apparecchi per volare, lo studio delle piante e dei veleni. Tutto ciò lo accostava agli alchimisti, allora visti come stregoni. Le opere pittoriche venivano perlopiù lasciate incompiute oppure iniziate e terminate dopo anni. La sua lentezza nel dipingere era proverbiale. Freud suppone che questa non fosse indecisione, ma decisione più che ponderata.
I contrasti insiti nell'artista non si limitarono al suo lavoro, ma anche alla sua indole. La sua delicatezza femminea era in netto contrasto con il suo creare armi di offesa o accompagnare i condannati a morte alla forca per raffigurare i loro volti pieni di dolore e angoscia sui suoi taccuini.
Freud tenta di spiegare i meccanismi psichici alla base del comportamento contrastante dell'artista, ma per fare ciò, si addentra nella vita psicosessuale del soggetto.

## La sessualità di Leonardo e l'interpretazione psicoanalitica
Per Freud Leonardo da Vinci fu un esempio di totale rifiuto della sfera sessuale. Freud, nel saggio, sottolinea come Leonardo ritenesse brutale l'atto riproduttivo. Divenuto maestro, si circondò di bei ragazzi, suoi discepoli, e questo non fece altro che far aumentare le voci sul suo conto. 
Il disinteresse verso la vita sessuale porta Freud a definire quello del maestro come un atto di sublimazione in cui il desiderio sessuale ed il suo appagamento furono sublimati in una pulsione di ricerca, una brama di sapere appagata solo dalla scoperta.
Secondo la teoria psicoanalitica l'impulso sessuale e l'impulso alla ricerca sono presenti già nei bambini, i quali dall'età di tre anni iniziano a farsi domande ad esplorare la sessualità, ma la loro incapacità di darsi una risposta concreta al tentativo immaturo di un'affermazione intellettuale porta un durevole senso di depressione che caratterizza il bambino durante lo sviluppo psicofisico.
Freud tuttavia non è a conoscenza di molti dettagli riguardanti la giovinezza di Leonardo da Vinci e deve concentrarsi su un appunto preso di getto dall'artista riguardante un ricordo di infanzia di Leonardo, che è poi il nucleo del saggio.

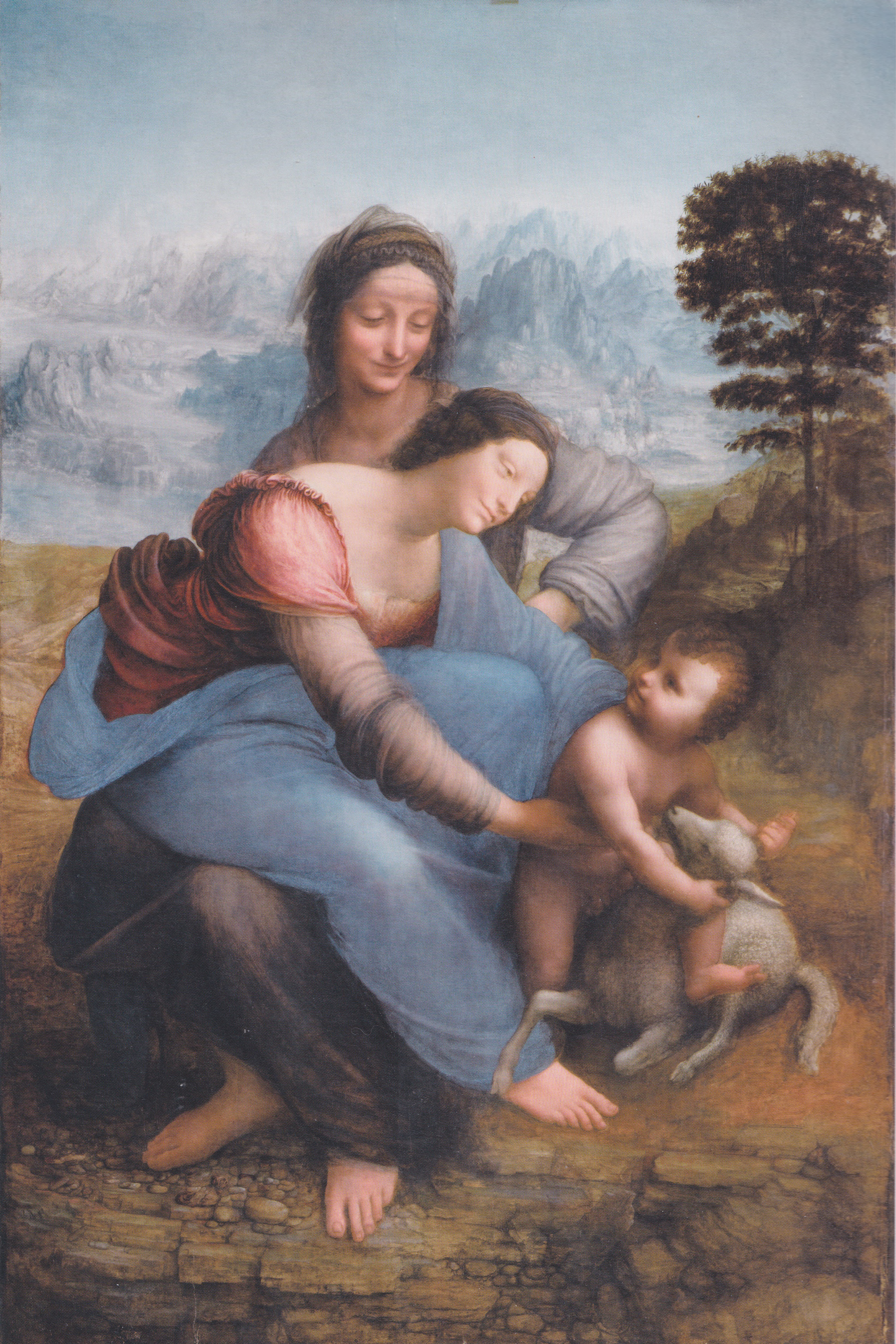
Sant'Anna, la Vergine e il Bambino con l'agnellino, Leonardo da Vinci, Parigi, Louvre

## Il ricordo di Leonardo da Vinci
In un foglio del Codice Atlantico (186v = ex 66v-b), nel corso di un'analisi sul volo degli uccelli, Leonardo inserisce un appunto riguardante un suo ricordo di quando era in fasce:
Il ricordo è per Leonardo da Vinci la spiegazione logica al suo interesse verso il volo degli uccelli.
Lo psicanalista analizza il frammento in chiave psicoanalitica dando più spiegazioni.
Freud nel suo saggio ci comunica una sua scoperta fatta casualmente, che combacia perfettamente con il ricordo del Nibbio. Nel dipinto "Sant'Anna, la Vergine e il Bambino con l'agnellino" si scorge inaspettatamente un uccello rapace, riconosciuto nel mantello di Maria, di colore turchese, che prende le forme di un avvoltoio capovolto, mentre la coda di questo uccello va a sfiorare proprio la bocca del bambino.

## L'interpretazione del ricordo

### La prima interpretazione
Il più immediato collegamento che Freud ipotizza è tra il nibbio e il membro maschile, il che ricondurrebbe il ricordo all'immagine di un rapporto sessuale orale, o in ogni caso, ad una stimolazione a livello orale, ponendo Leonardo da Vinci in una categoria di omosessuali, la cui sessualità era rimasta latente. Freud, rifacendosi ai suoi studi psicoanalitici sull'omosessualità, ritrova una perfetta corrispondenza tra Leonardo e i casi da lui esaminati di pazienti omosessuali che avrebbero vissuto la loro infanzia sotto un forte influsso o legame materno, con padre poco presente o del tutto assente. Questa teoria sarebbe supportata se si pensa alla prima infanzia dell'artista, il quale era totalmente dipendente dalla sola madre Caterina.
Un altro elemento a favore di quest'affermazione erano gli appunti presi da Leonardo sui suoi taccuini personali. L'affetto per i suoi discepoli, tutti ragazzi di particolare bellezza ma di scarso talento, viene dimostrato attraverso il minuzioso lavoro di stesura di alcune spese fatte per i discepoli. Quello era il suo modo per prendersi cura di chi amava, come una madre con i propri figli. Freud precisa che all'origine dell'omosessualità c'è la sostituzione narcisistica dall'amore per la madre all'amore per sé e per coloro a sé simili. L'amore e l'affetto vengono qui ridotti a delle annotazioni. Ne è un esempio, caro ai biografi di Leonardo, un particolare appunto in cui egli annota le spese per il funerale della madre Caterina. L'intero dolore per la perdita di una figura tanto desiderata e amata in passato viene racchiuso in conti.

### La seconda interpretazione
L'azione del nibbio potrebbe invece ricondursi al soddisfacimento che il neonato prova durante l'allattamento al seno materno. Dunque Freud propone la sostituzione del nibbio con la madre. La madre che da sola aveva nutrito e accudito il figlio non era solo donna ma prendeva il posto del padre che al Leonardo bambino mancava.
Nei suoi primi anni di vita Leonardo iniziò a scoprire la sua sessualità. Tutti i bambini maschi da piccoli trovano importante il loro apparato riproduttivo e intuiscono che nessuno possa esserne privo; non avendo modo di pensare che ne possa esistere un'alternativa femminile, essi lo attribuiscono anche alla madre. Da qui il legame tra madre e nibbio-fallo.
La conclusione è che Leonardo si sentisse figlio di avvoltoio: il figlio di una sola madre, senza un padre.
Neppure gli anni successivi in cui crebbe nella casa di Ser Piero poterono colmare il vuoto del periodo che visse con Caterina.

### La terza interpretazione
Altra possibile interpretazione è che la madre, quando Leonardo era ancora in fasce, avesse riversato su di lui un amore tanto intenso da segnare il suo percorso psichico. Caterina, secondo Freud, aveva baciato il figlio con tanta intensità da provocargli un ricordo alterato come il nibbio che gli percuoteva ripetutamente la coda nella bocca. I baci della madre sono riconducibili alla stimolazione orale ricevuta dal bambino e ciò spiega anche la sua forma passiva, in quanto il neonato non era in grado di ricambiare o di opporsi a tale amore.
Spiega Freud che la passione che la madre di Leonardo mise nell'accudirlo fu chiaramente il modo che la donna trovò per ovviare al dolore provato dall'abbandono da parte dell'uomo che amava.

## I sorrisi leonardeschi
Con sorriso leonardesco si intende il sorriso enigmatico che Leonardo da Vinci era solito rappresentare nei suoi dipinti. Il più celebre, nonché il primo dipinto da Leonardo, è quello della Gioconda. Per creare quell'opera Leonardo impiegò quattro anni, al termine dei quali, ancora non convinto della compiutezza dell'opera, non la fece mai recapitare al mandante ma la tenne con sé, portandola in Francia, dove tuttora è esposta, nel museo del Louvre. 
Freud riconduce il sorriso leonardesco, con la sua duplicità, a quello della madre naturale dell'artista.
Lo stesso sorriso si ritrova del dipinto di Sant'Anna, la Vergine e il Bambino, nel quale Freud ritrova elementi riconducibili all'infanzia di Leonardo. Sant'Anna è raffigurata come una donna non più giovane ma che non porta con sé i segni della vecchiaia, mentre la Vergine è una giovane donna che tende le braccia al Bambino. Sant'Anna, secondo l'analisi freudiana, viene quindi ricondotta a Monna Lucia, madre di Donna Albiera e nonna di Leonardo.

## L'influenza della figura paterna
Pure in occasione della morte del padre, Leonardo scrisse un appunto che non lasciava trasparire alcun sentimento. I primi anni in cui il padre fu assente determinarono la concezione di paternità nel figlio facendogli perdere il naturale timore del figlio verso il padre con ripercussioni per Leonardo in ambito lavorativo e nel rapporto con Dio. 
I quadri di Leonardo erano per lui come le sue creature, come se egli fosse il padre, e spesso furono abbandonati o lasciati incompiuti come fu abbandonato lui da bambino.
Per quanto riguarda il rapporto con Dio, Leonardo non si espresse mai chiaramente; credeva in un Creatore, ma non ne aveva timore, così come non ebbe timore dell'autorità paterna, non essendo stata essa fondamentale per suo primo approccio alla vita.

## Il desiderio di volare ed il gioco
Leonardo, a causa della forte rimozione pulsionale, mantenne dei tratti infantili anche in età adulta. Freud spiega come Leonardo da Vinci fosse solito creare fantasiose invenzioni con le quali stupire i passanti. Il giocoso spirito dell'inventore non si sottraeva ad una fantasia comune nei bambini, quella di volare. La fantasia del volo, e il suo interesse per i volatili, viene ricondotto dalla psicanalisi al desiderio recondito e sottomesso di avere un rapporto sessuale.

## La conclusione dell'opera
Sigmund Freud, immaginando che la sua pubblicazione avrebbe attirato le critiche degli ammiratori di Leonardo da Vinci, pone in luce la necessità di vedere Leonardo quale realmente era, senza sottacere niente.
Freud riconosce di essere lui stesso un ammiratore di Leonardo da Vinci: la sua particolarità, per Freud non è solo l'insieme degli avvenimenti che lo hanno condotto ad essere l'uomo che fu: un artista di successo, un ricercatore della conoscenza ed un uomo apparentemente asessuato. Lo psicanalista ammette una componente fondamentale alla quale ogni uomo è succube: il caso.

## Parti aggiunte con la seconda revisione (1919)
Freud aggiunge al saggio un disegno di Leonardo da Vinci raffigurante in sezione sagittale anatomica l'atto sessuale. In questo caso però l'implacabile pulsione di ricerca di Leonardo è fallita in quanto la raffigurazione è satura di errori dovuti secondo Freud alla rimozione della libido che spinge l'artista a creare una rappresentazione grottesca dell'atto riproduttivo.
Lo psicanalista, in una nota aggiuntiva, analizza, come per Leonardo da Vinci, il ricordo del poeta Goethe in cui, da bambino, scagliava pezzi di vasellame dalla finestra che dava sulla strada principale. Il contenuto del ricordo, in aggiunta al dettaglio sulla prematura morte del fratello minore del poeta, permettono a Freud di dare una spiegazione profonda di tale gesto. Goethe bambino scagliava il vasellame contro la strada per allontanare un nemico immaginario e con senso di trionfo annunciava che nessun altro figlio si sarebbe potuto intromettere tra lui e la madre.
Freud, riferendosi ad una singolare scoperta fatta da Oskar Pfister, pastore e psicanalista svizzero, aggiunge credibilità all'interpretazione del ricordo di Leonardo ed al suo legame con la figura dell'avvoltoio. Nel dipinto di Sant'Anna, la Vergine e il Bambino, collocata al Louvre, Pfister nota che il panneggio di Maria assume il profilo dell'avvoltoio disteso e lo interpreta come un crittogramma inconscio. Anche la posizione del rapace è significativa in quanto la testa resta dietro il corpo della Vergine, il busto sembra adagiarsi sul suo grembo e la coda finisce esattamente vicino alla bocca del Bambino, ovvero Leonardo da Vinci.

## L'errore nella traduzione
Sigmund Freud scrisse quest'opera psico-biografica basandosi sulla biografia di Leonardo da Vinci scritta da Dmitrij Merezhkovsky
Мережковский, Дмитрий Сергеевич Воскресшие боги. Леонардо да Винчи. L'opera fu tradotta in tedesco da Maria Herzfeld. La traduzione comportò un errore per lo psicanalista, infatti essa traduceva “nibbio” con la parola tedesca “Geier”, che significa avvoltoio.
Tuttavia, secondo i critici dell'opera freudiana, la validità dell'interpretazione psicanalitica non venne compromessa, poiché è comunque plausibile pensare che Leonardo fosse di fatto a conoscenza della simbologia dell'avvoltoio e che fosse inconsciamente ricondotta al volatile del suo ricordo d'infanzia.

## Le critiche
L'opera riscosse molte critiche mosse soprattutto dai biografi di Leonardo da Vinci.
Lo psicanalista ungherese Ferenczi scrisse a Freud una lettera poiché era preoccupato per l'accoglienza che avrebbe ricevuto l'opera, ma Freud rispose al collega di non aver timore delle critiche che il saggio avrebbe ricevuto.

Quando il libro suscitò il previsto scandalo nel mondo psicanalitico Freud scrisse al collega Jung:
«Proprio su questo punto io sono molto tranquillo, perché il Leonardo mi piace molto e so che è piaciuto particolarmente ai pochi che sono in grado di giudicare: a Lei, Ferenczi, Abraham e Pfister.»